# Liste des musées du Bedfordshire
Cette liste des musées du Bedfordshire, Angleterre contient des musées qui sont définis dans ce contexte comme des institutions (y compris des organismes sans but lucratif, des entités gouvernementales et des entreprises privées) qui recueillent et soignent des objets d'intérêt culturel, artistique, scientifique ou historique. leurs collections ou expositions connexes disponibles pour la consultation publique. Sont également inclus les galeries d'art à but non lucratif et les galeries d'art universitaires. Les musées virtuels ne sont pas inclus.

## Musées
| Nom                              | Image | Ville/City    | Type              | Résume |
| -------------------------------- | ----- | ------------- | ----------------- | --- |
| Elstow Moot Hall                 |       | Elstow        | Maison historique | Bâtiment datant du XVIIe siècle |
| Glenn Miller Museum              |       | Bedford       | Militaire         | Situé dans l'ancien aérodrome de la Seconde Guerre mondiale d'où est parti le musicien Glenn Miller avant sa disparition, comprend aussi des avions militaires et divers objets militaires dont des affiches. |
| The Higgins Art Gallery & Museum |       | Bedford       | Multiple          | Histoire locale, l'art, la culture, l'histoire naturelle, la géologie, l'archéologie, des pièces de monnaie |
| John Bunyan Museum               |       | Bedford       | Biographique      | Vie, l'époque et des œuvres de John Bunyan, auteur du Voyage du pèlerin |
| John Dony Field Centre           |       | Luton         | Local             | website, l'histoire locale et l'histoire naturelle |
| Military Intelligence Museum     |       | Chicksands    | Militaire         | website, l'histoire et des artefacts du British Intelligence Corps, Medmenham collection consacrée à la photographie aérienne, visites sur rendez-vous |
| Moggerhanger House               |       | Moggerhanger  | Maison historique | Maison du début du XIXe siècle conçue par John Soane, jardins |
| Panacea Museum                   |       | Bedford       | Biographique      | Vie, l'époque et les écrits de Mable Barltop, fondateur de The Panacea Society |
| RAF Signals Museum               |       | Henlow        | Militaire         | L'histoire des communications de radio et de l'électronique de la RAF |
| Roman Sandy Story                |       | Sandy         | Archéologique     | information, information, display d'artefacts romains et des rendus d'artistes du passé de la ville, situé dans les bureaux du Conseil |
| Shuttleworth Collection          |       | Old Warden    | Transport         | Avions, automobiles et motocyclettes |
| Stockwood Discovery Centre       |       | Luton         | Multiple          | Comprend la Mossman Collection de chariots, de la géologie, l'archéologie, l'histoire sociale et l'artisanat rural |
| Stondon Motor Museum             |       | Lower Stondon | Transport         | website, voitures, camions, autobus, motocyclettes, avions, réplique de l'Endeavour de l'explorateur James Cook, tanks |
| Thurleigh Museum                 |       | Thurleigh     | Militaire         | Histoire de RAE Bedford pendant la Seconde Guerre mondiale, aussi connu comme le 306th Bombardment Group Museum |
| Turvey Abbey                     |       | Turvey        | Maison historique | Maison des XVIIIe et XIXe siècles meubles anglais et Continental, tableaux, porcelaine, objets d'art et des livres néo-classique |
| Wardown Park Museum              |       | Luton         | Multiple          | L'artisanat local, y compris la dentelle et de la fabrication de chapeaux, l'histoire locale, la culture, Bedfordshire et Hertfordshire Regiment, l'archéologie, l'art, l'histoire naturelle ; anciennement le Musée de Luton & Art GalleryLocal crafts including lace and hat-making, local history, culture, Bedfordshire and Hertfordshire Regiment, archaeology, art, natural history; formerly the Luton Museum & Art Gallery |
| Woburn Abbey                     |       | Woburn        | Maison historique | Domaine des ducs de Bedford , comprend mobilier français du XVIIIe et anglais, argent et or collections, porcelaine, objets d'art, jardins, parc aux cerfs |
| Woburn Heritage Centre           |       | Woburn        | Local             | website, histoire local |